# 23307 Alexramek
23307 Alexramek è un asteroide della fascia principale. Scoperto nel 2001, presenta un'orbita caratterizzata da un semiasse maggiore pari a 2,3039077 UA e da un'eccentricità di 0,1240371, inclinata di 7,23221° rispetto all'eclittica.